# Gentiana langbianensis
Gentiana langbianensis là một loài thực vật có hoa trong họ Long đởm. Loài này được A.Chev. ex S.Hul mô tả khoa học đầu tiên năm 1999.